# Daryna Zewina
Daryna Zewina, ukr. Дарина Юріївна Зевіна (ur. 1 września 1994) – ukraińska pływaczka specjalizująca się w stylu grzbietowym, mistrzyni świata i sześciokrotna mistrzyni Europy na krótkim basenie, trzykrotna medalistka igrzysk olimpijskich młodzieży, sześciokrotna medalistka mistrzostw Europy juniorów.
Największym jej sukcesem jest złoty medal mistrzostw świata na krótkim basenie w Stambule (2012) na 200 m stylem grzbietowym.
Uczestniczka igrzysk olimpijskich w Londynie na 100 (18. miejsce) i 200 m stylem grzbietowym (12. miejsce) oraz w sztafecie 4 × 200 m stylem dowolnym (16. miejsce).